# Indian Premier League

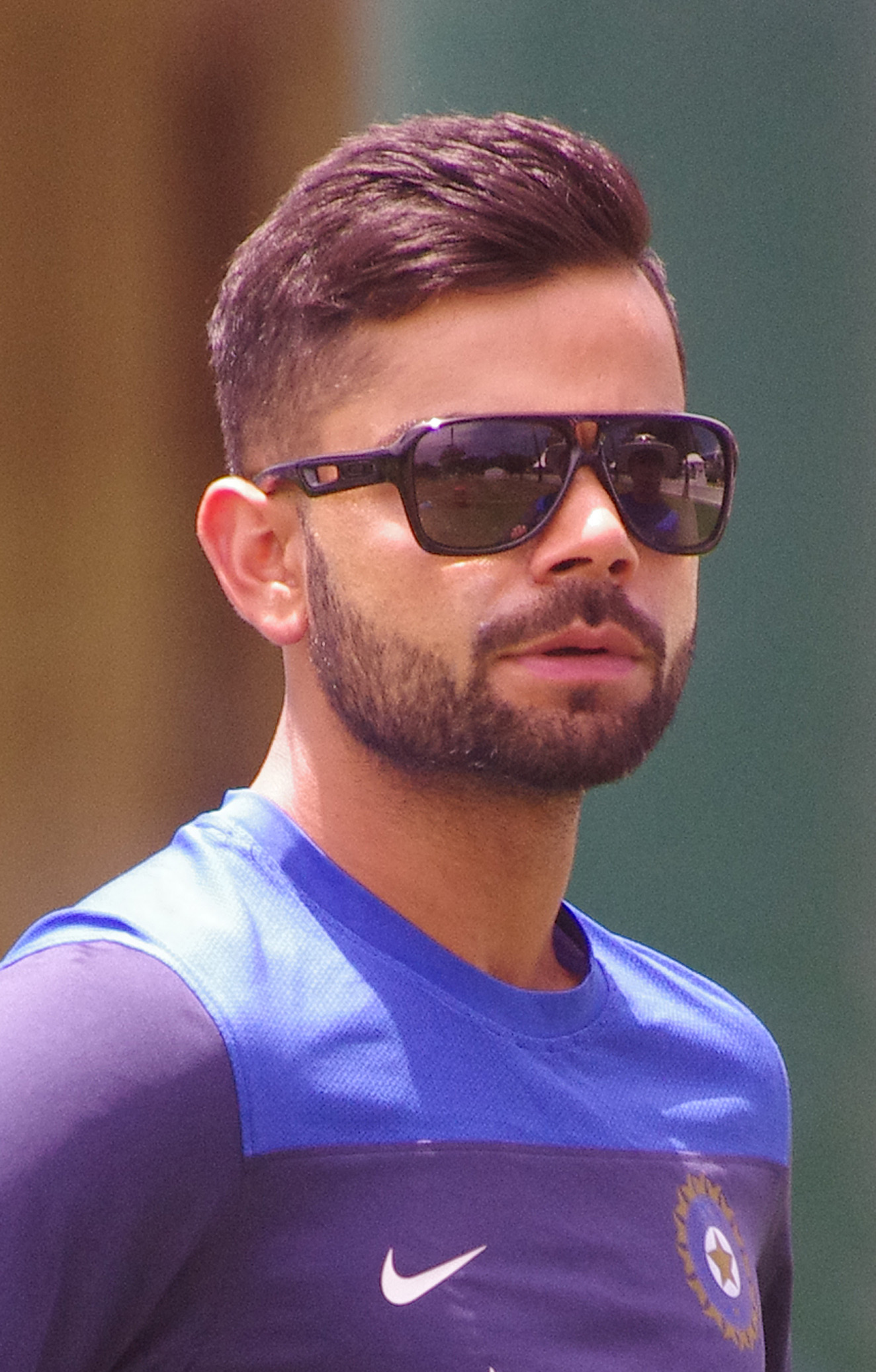
Der indische Nationalspieler Virat Kohli zählt zu den beliebtesten Spielern der IPL. Er spielt für das Franchise Royal Challengers Bangalore.

Die Indian Premier League (Hindi: भारतीय प्रीमियर लीग) ist ein Wettbewerb für indische Cricketmannschaften, der im Twenty20-Format ausgetragen wird. Er wird vom Board of Control for Cricket in India, dem indischen Cricketverband, abgehalten. Die Erstaustragung der Liga fand 2008 statt. Seitdem wird sie jährlich zwischen April und Mai ausgetragen. Die IPL-Saison 2009 wurde aus Sicherheitsgründen in Südafrika abgehalten. Die ersten Spiele 2014 wurden, aufgrund der Parlamentswahl in Indien, in die Vereinigten Arabischen Emirate verlegt. Die 13. Saison fand, aufgrund der weltweiten COVID-19-Pandemie, vom 19. September bis zum 10. November den Vereinigten Arabischen Emiraten statt. Ebenso wurden die meisten Spiele der 14. Saison in den Vereinigten Arabischen Emiraten ausgetragen.

## Regeln und Verlauf
Die Indian Premier League setzt sich aus 10 Teams, sogenannten Franchises, zusammen. Es werden 74 Ligaspiele und 4 Playoff-Spiele in verschiedenen Stadien in ganz Indien ausgetragen. Gespielt wird das kürzeste Format – T20. Jedes Team spielt gegen jedes andere Team in einem Heim- und Auswärtsspiel. Der Gewinner bekommt 2 Punkte, bei einem 'No Result' (Spielabsage durch Regen) 1 Punkt und bei einer Niederlage 0. Am Ende der Ligaphase kommen die 4 besten Mannschaften weiter. Der erste Platz in der Tabelle spielt gegen den Zweitplatzierten. Der Gewinner zieht in das Finale ein. Der 3. Platz spielt gegen den 4. Platz. Der Gewinner spielt gegen den Verlierer des vorherigen Spiels. Der Gewinner dieses Matches trifft dann im Finale auf den Gewinner aus dem ersten Spiel. Jede Mannschaft besteht aus 11 Spielern, wobei maximal 4 ausländische Spieler antreten dürfen. Beide Teams haben in beiden Innings jeweils eine 'strategische Auszeit' (Dauer: 2.30 min). Die bowlende Mannschaft darf ihre Auszeit zwischen dem 6. und 8. Over nehmen, die schlagende Mannschaft darf ihre Auszeit zwischen dem 11. und 16. Over wählen. Während der Saison wird unter der Woche jeden Abend um 20.00 Uhr Ortszeit (MESZ +3:30) gespielt. An Wochenendtagen werden jeweils 2 Spiele ausgetragen. Die Spiele beginnen 16.00 und 20.00 Uhr Ortszeit.

## Franchises
aktuell teilnehmende Franchises in der IPL:
- Royal Chall. Bangalore (seit 2008)
- Delhi Daredevils (seit 2008)
- Kolkata Knight Riders (seit 2008)
- Kings XI Punjab (seit 2008)
- Mumbai Indians (seit 2008)
- Sunrisers Hyderabad (seit 2012)
- Chennai Super Kings (2008–2015, seit 2018)
- Rajasthan Royals (2008–2015, seit 2018)
- Gujarat Titans (seit 2022)
- Lucknow Super Giants (seit 2022)

Aufgelöste Franchises:
- Deccan Chargers (2008–2012)
- Kochi Tuskers Kerala (2011)
- Pune Warriors (2011–2013)
- Gujarat Lions (2016–2017)
- Rising Pune Supergiants (2016–2017)

## Geschichte

### Saison 2008
Die erste Saison begann am 18. April 2008 mit dem Spiel der Kolkata Knight Riders bei den Royal Challengers Bangalore. Von den 59 angesetzten Spielen konnten 58 ausgetragen werden, eines fiel Regenfällen zum Opfer. Das erste Finale fand am 1. Juni 2008 im erst im März des Jahres eingeweihten 55.000 Zuseher fassenden DY Patil Stadium von Navi Mumbai, einem Teil der urbanen Agglomeration von Mumbai, zwischen den Rajasthan Royals und den Chennai Super Kings statt. Dabei setzten sich die Rajasthan Royals mit dem letzten Ball des Spiels durch und gewannen mit 3 Wickets.

### Saison 2009
Auf Grund der Wahlen in Indien wurde die komplette Saison nach Südafrika verlagert. Die Spiele wurden in acht Städten ausgetragen und waren in kürzester Zeit ausverkauft. Im Finale in Johannesburg konnten sich dabei die Deccan Chargers gegen Royal Challengers Bangalore mit 3 Wickets durchsetzen.

### Saison 2010
Die dritte Saison fand wieder in Indien statt. Jedoch konnte der Vorjahreschampion, die Deccan Chargers, seine Heimspiele nicht im geplanten Stadion in Hyderabad durchführen, da durch den Konflikt um die Gründung des neuen Bundesstaates Telangana die Sicherheit nicht garantiert werden konnte. Die Mannschaft trug daraufhin die Spiele in mehreren anderen Stadien aus. In dieser Saison wurde die 'strategic time-out' eingeführt. Im Finale konnten sich die Chennai Super Kings gegen die Mumbai Indians mit 22 Runs durchsetzen.

### Saison 2011
Im März 2010 wurde bekanntgegeben, dass es zwei neue Teams ab der Ausgabe 2011 geben soll. Diese sollten in Pune und Kochi angesiedelt werden. Beim Team aus Kochi gab es jedoch noch zahlreiche Probleme, so dass dessen Teilnahme erst im Dezember 2010 endgültig bestätigt werden konnte. Hinzugekommen waren somit die Kochi Tuskers Kerala und die Pune Warriors. Um die daraus resultierende Erhöhung der Anzahl der Gruppenspiele in Grenzen zu halten, wurde der Vorrundenmodus modifiziert. Im Finale setzten sich die Chennai Super Kings gegen die Royal Challengers Bangalore mit 58 Runs durch.

### Saison 2012
Nachdem die Kochi Tuskers Kerala aus finanziellen Gründen ausgeschlossen wurden, fand die Saison mit neun Franchises statt. In der Vorrunde spielte wieder jede Mannschaft zweimal gegen jede andere. In dieser konnten sich die Delhi Daredevils durchsetzen. In den Qualifikationsspielen für das Finale verloren sie jedoch sowohl gegen die Chennai Super Kings als auch gegen die Kolkata Knight Riders und schieden somit aus. Im Finale setzte sich dann Kolkata mit 5 Wickets gegen Chennai durch und verhinderten so den dritten Sieg in Folge der südindischen Mannschaft.

### Saison 2013
Vor Beginn der Saison wurde das in finanzielle Schwierigkeiten geratene Franchise der Deccan Chargers durch die Sunrisers Hyderabad ersetzt. Im Finale setzen sich die Mumbai Indians gegen die Chennai Super Kings mit 23 Runs durch und wurden damit zum ersten Mal Sieger der IPL.

### Saison 2014
Auf Grund der Wahlen zum indischen Parlament wurden die Spiele im betroffenen Zeitraum in den Vereinigten Arabischen Emiraten ausgetragen. Das Franchise der Pune Warriors zog sich aus finanziellen Gründen vor der Saison aus dem Spielbetrieb zurück und wurde liquidiert. Im Finale gewannen die Kolkata Knight Riders gegen Kings XI Punjab mit 3 Wickets und konnten sich damit zum zweiten Mal die Meisterschaft sichern.

### Saison 2015
2015 gab es keine Veränderung bei den Franchises. Der Hauptsponsor war Pepsi. Im Finale setzten sich die Mumbai Indians mit 41 Runs gegen die Chennai Super Kings durch und konnten damit ihren zweiten Titel nach 2013 gewinnen.

### Saison 2016
2016 wurden zwei neue Franchises gegründet: Gujarat Lions und Rising Pune Supergiants. Sie ersetzen die Franchises Chennai Super Kings und Rajasthan Royals, die für zwei Jahre, bis zur Saison 2018, ausgeschlossen wurden. Die Neugründung zweier neuer Teams zog ein großes Interesse für die Spielerauktion nach sich. 351 Spieler wurden für die Auktion zugelassen, wobei 97 Spieler einen Vertrag bei einem der acht Franchises bekam. Der teuerste ausländische Spieler war der Australier Shane Watson, der für ₹9,50,00,000(ca. 1,3 Millionen Euro) von Royal Challengers Bangalore ersteigert wurde. Es wurden zum ersten Mal LED-Stumps verwendet. Der Hauptsponsor war Vivo, wodurch die Liga offiziell 'Vivo Indian Premier League' genannt wurde. Im Finale setzten sich die Sunrisers Hyderabad gegen die Royal Challengers Bangalore mit 8 Runs durch.

### Saison 2017
Die 10. Ausgabe der Liga findet vom 5. April bis zum 21. Mai statt. Für die Saison 2017 gab es keine Veränderungen bei den Franchises. Die 2017 VIVO IPL Player Auction fand am 20. Februar in Bangalore statt. Der englische Cricketspieler Ben Stokes wurde für umgerechnet ca. 2 Millionen Euro von dem Franchise Rising Pune Supergiants gedraftet. Damit wurde er der teuerste ersteigerte internationale Spieler der IPL. Der westindische Batsman Chris Gayle brach als erster Spieler die Marke von 10.000 T20-Runs im Match Gujarat Lions gegen Royal Challengers Bangalore. Im Finale konnten sich die Mumbai Indians mit einem Run gegen die Rising Pune Supergiant durchsetzen.

### Saison 2018
Die 11. Ausgabe der Indian Premier League fand vom 7. April bis zum 27. Mai 2018 statt. Nach der zweijährigen Sperre waren die beiden Franchises Chennai Super Kings und Rajasthan Royals wieder für die Liga zugelassen, nachdem deren Vertreter für diese Zeit, die Rising Pune Supergiants und Gujarat Lions, aufgelöst wurden. Die weltweiten Übertragungsrechte konnte sich nach einer Auktion STAR India für Rs 16,348 crore ($2.55 Milliarden) über einen Zeitraum von 5 Jahren (2018–2022) sichern. Bei der Spielerauktion vom 27. und 28. Januar 2018 in Bangalore standen den acht Franchises 578 Spieler, 360 indische und 218 internationale, zur Auswahl, von denen 169 Spieler mit Verträgen ausgestattet wurden. Im Finale konnten sich die Chennai Super Kings mit acht Wickets gegen die Sunrisers Hyderabad durchsetzen.

### Saison 2019
Die 12. Ausgabe der Indian Premier League fand vom 23. März bis zum 12. Mai 2019 statt. Die Delhi Daredevils wurden in Delhi Capitals umbenannt, ansonsten gab es keine Veränderungen bei den Franchises. Im Finale konnten sich die Mumbai Indians mit einem Run gegen die Chennai Super Kings durchsetzen.

### Saison 2020
Die 13. Ausgabe der Indian Premier League fand vom 19. September bis zum 10. November 2020 statt. Auf Grund der weltweiten COVID-19-Pandemie wurden die Spiele im betroffenen Zeitraum in den Vereinigten Arabischen Emiraten ausgetragen. Für die Saison 2020 gab es keine Veränderungen bei den Franchises. Im Finale konnten die Mumbai Indians ihren Titel mit 5 Wickets gegen die Delhi Capitals verteidigen.

### Saison 2021
Die 14. Ausgabe der Indian Premier League fand vom 9. April bis zum 15. Oktober 2021 statt. Die Kings XI Punjab wurden in Punjab Kings umbenannt, ansonsten gab es keine Veränderungen bei den Franchises. Auf Grund der weltweiten COVID-19-Pandemie wurden die Spiele ab 19. September erneut in den Vereinigten Arabischen Emiraten ausgetragen. Im Finale gewannen die Chennai Super Kings ihren vierten Titel mit 27 Runs.

### Saison 2022
Die 15. Ausgabe der Indian Premier League fand vom 26. März bis zum 29. Mai 2022 statt. Im August 2021 wurde bekanntgegeben, dass es zwei neue Teams ab der Ausgabe 2022 geben soll. Diese sollten in Lucknow und Ahmedabad angesiedelt werden. Hinzugekommen waren somit die Gujarat Titans und die Lucknow Super Giants. Im Finale gewannen die Gujarat Titans ihren ersten Titel mit sieben Wickets.

### Saison 2023
Die 16. Ausgabe der Indian Premier League fand vom 31. März bis zum 29. Mai 2023 statt. Für die Saison 2023 gab es keine Veränderungen bei den Franchises. Im Finale gewannen die Chennai Super Kings ihren fünften Titel mit fünf Wickets.

### Saison 2024
Die 17. Ausgabe der Indian Premier League fand vom 22. März bis zum 26. Mai 2024 statt. Für die Saison 2024 gab es keine Veränderungen bei den Franchises. Im Finale gewannen die Kolkata Knight Riders ihren dritten Titel mit acht Wickets.

## Gründungen der Franchises
Die Indian Premier League startete mit der Auktion der Lizenzen für die Franchises. Dabei konnten sich folgende Investoren durchsetzen:
- Franchises zur Gründung 2008:

| Stadt                               | Franchise                   | Eigentümer                                         | Preis in Millionen $-Dollar |
| ----------------------------------- | --------------------------- | -------------------------------------------------- | --------------------------- |
| Bangalore                           | Bangalore Royal Challengers | United Breweries Group                             | 111,6                       |
| Chennai                             | Chennai Super Kings         | India Cements                                      | 91                          |
| Delhi                               | Delhi DareDevils            | GMR Group                                          | 84                          |
| Hyderabad                           | Deccan Chargers             | Deccan Chronicle                                   | 107                         |
| Jaipur                              | Rajasthan Royals            | Emerging Media                                     | 67                          |
| Kalkutta                            | Kolkata Knight Riders       | Red Chillies Entertainment                         | 75,1                        |
| Sahibzada Ajit Singh Nagar (Mohali) | Kings XI Punjab             | Preity Zinta, Ness Wadia, Karan Paul, Mohit Burman | 76                          |
| Mumbai                              | Mumbai Indians              | Reliance Industries                                | 111,9                       |

- Franchises 2011–2013:

| Stadt     | Franchise            | Eigentümer                      | Preis in Millionen $-Dollar |
| --------- | -------------------- | ------------------------------- | --------------------------- |
| Kochi     | Kochi Tuskers Kerala | Rendezvous Sports World Limited | 333                         |
| Pune      | Pune Warriors India  | Sahara India Pariwar            | 370                         |
| Hyderabad | Sunrisers Hyderabad  | SUN TV Network                  | 60 für 5 Jahre              |

- Franchises 2016–2017:

Im Jahr 2015 kam es zu einem Bieter-Verfahren für zwei frei gewordene Plätze. Die Vergabe erfolgte im Reverse-Bidding-Verfahren, wobei der BCCI ein Maximum an Geldern aus dem zentralen Einnahmepool für die beiden Teams festlegte und die potentiellen Eigentümer den Abschlag von dieser Summe boten, wobei die Eigentümer den Zuschlag bekamen, die den höchsten Abschlag bieten konnten.
| Stadt  | Franchise               | Eigentümer | Preis in Millionen $-Dollar |
| ------ | ----------------------- | ---------- | --------------------------- |
| Rajkot | Gujarat Lions           | Intex      | -                           |
| Pune   | Rising Pune Supergiants | RPSG Group | -                           |

- Franchises 2018–2020:

| Stadt                               | Franchise                   | Eigentümer                                            | Preis in Millionen $-Dollar |
| ----------------------------------- | --------------------------- | ----------------------------------------------------- | --------------------------- |
| Chennai                             | Chennai Super Kings         | India Cements                                         | -                           |
| Delhi                               | Delhi Capitals              | GMR Group und JSW Group                               | -                           |
| Sahibzada Ajit Singh Nagar (Mohali) | Kings XI Punjab             | Mohit Burman, Ness Wadia, Preity Zinta und Karan Paul | -                           |
| Kalkutta                            | Kolkata Knight Riders       | Red Chillies Entertainment und Mehta Group            | -                           |
| Mumbai                              | Mumbai Indians              | Reliance Industries                                   | -                           |
| Jaipur                              | Rajasthan Royals            | Manoj Badale                                          | -                           |
| Bengaluru                           | Royal Challengers Bangalore | United Spirits                                        | -                           |
| Hyderabad                           | Sunrisers Hyderabad         | Sun TV Network                                        | -                           |

- Franchises seit 2022:

Im September 2021 kündigte der BCCI an, zwei weitere Teams aufzunehmen. Das Mindestgebot für jedes neue Franchise lag bei ca. 270 Millionen US-Dollar. Am 25. Oktober 2021 wurden die folgenden Gewinner der Auktion bekanntgegeben:
| Stadt     | Franchise            | Eigentümer | Preis in Millionen $-Dollar |
| --------- | -------------------- | ---------- | --------------------------- |
| Ahmedabad | Gujarat Titans       | CVC        | 932                         |
| Lucknow   | Lucknow Super Giants | RPSG Group | 692                         |

## Spielerauktion
Im Gegensatz zu anderen Sportarten wie Fußball existiert kein Ligasystem, wo die Mannschaften am Ende einer Saison auf- oder absteigen können. Jedes Jahr beginnt die Liga von neuem. Daher werden die Spieler vor jeder Saison von den einzelnen Franchises in der 'IPL-Auction' ersteigert. Vor der ersten Saison fand eine Sonderversteigerung statt, bei der so gut wie alle der besten und bekanntesten Cricketspieler der Welt zur Auswahl standen. Das höchste Angebot erging dabei an den Inder Mahendra Singh Dhoni mit 1,5 Millionen US-Dollar von der Franchise aus Chennai. Der Australier Andrew Symonds folgte in der Auktion mit 1,35 Millionen US-Dollar von Rajasthan und wurde damit der einzige Ausländer unter den sechs Spielern, die für mehr als 1 Million US-Dollar für die Dauer des Wettbewerbes ersteigert wurden. Eine weitere Sonderversteigerung wurde 2011 durchgeführt, damit sich die beiden neuen Franchises, Pune und Kochi, mit Spielern versorgen konnten.

## Auszeichnungen
Jede Saison werden die besten Spieler mit dem Orange Cap und dem Purple Cap ausgezeichnet. Das Orange Cap wird an den Batsman verliehen, der die meisten Runs während der gesamten Saison erzielen konnte. Der Bowler, der die meisten Wickets bowlt, bekommt das Purple Cap. Während der Saison trägt der aktuell führende Spieler das jeweilige Basecap. Dies führt dazu, dass der Träger mehrmals im Verlauf der Saison wechselt. Die Tabelle zeigt die Gewinner aller IPL-Saisons.
| Saison | Batsman (Runs)         | Team                   | Bowler (Wickets)       | Team                   |
| ------ | ---------------------- | ---------------------- | ---------------------- | ---------------------- |
| 2008   | Shaun Marsh (616)      | Kings XI Punjab        | Sohail Tanvir (22)     | Rajasthan Royals       |
| 2009   | Matthew Hayden (572)   | Chennai Super Kings    | RP Singh (23)          | Deccan Chargers        |
| 2010   | Sachin Tendulkar (618) | Mumbai Indians         | Pragyan Ojha (21)      | Deccan Chargers        |
| 2011   | Chris Gayle (608)      | Royal Chall. Bangalore | Lasith Malinga (28)    | Mumbai Indians         |
| 2012   | Chris Gayle (733)      | Royal Chall. Bangalore | Morné Morkel (25)      | Delhi Daredevils       |
| 2013   | Michael Hussey (733)   | Chennai Super Kings    | Dwayne Bravo (32)      | Chennai Super Kings    |
| 2014   | Robin Uthappa (660)    | Kolkata Knight Riders  | Mohit Sharma (23)      | Chennai Super Kings    |
| 2015   | David Warner (562)     | Sunrisers Hyderabad    | Dwayne Bravo (26)      | Chennai Super Kings    |
| 2016   | Virat Kohli (973)      | Royal Chall. Bangalore | Bhuvneshwar Kumar (23) | Sunrisers Hyderabad    |
| 2017   | David Warner (641)     | Sunrisers Hyderabad    | Bhuvneshwar Kumar (26) | Sunrisers Hyderabad    |
| 2018   | Kane Williamson (735)  | Sunrisers Hyderabad    | Andrew Tye (24)        | Kings XI Punjab        |
| 2019   | David Warner (692)     | Sunrisers Hyderabad    | Imran Tahir (26)       | Chennai Super Kings    |
| 2020   | KL Rahul (670)         | Kings XI Punjab        | Kagiso Rabada (30)     | Delhi Capitals         |
| 2021   | Ruturaj Gaikwad (635)  | Chennai Super Kings    | Harshal Patel (32)     | Royal Chall. Bangalore |
| 2022   | Jos Buttler (863)      | Rajasthan Royals       | Yuzvendra Chahal (27)  | Rajasthan Royals       |
| 2023   | Shubman Gill (890)     | Gujarat Titans         | Mohammed Shami (28)    | Gujarat Titans         |
| 2024   | Virat Kohli (741)      | Royal Chall. Bangalore | Harshal Patel (24)     | Kings XI Punjab        |
| 2024   | Sai Sudharsan (759)    | Gujarat Titans         | Prasidh Krishna (25)   | Gujarat Titans         |

## Umpire
Das Umpire-Team besteht aus 3 Schiedsrichtern: Zwei Umpires auf dem Spielfeld und dem sogenannten 'TV-Umpire'. Dieser kommt aber nur in strittigen Situationen zum Einsatz. Der leitende Umpire auf dem Spielfeld 'malt' bei einer strittigen Entscheidungen ein Rechteck in die Luft – z. B. bei Catches oder Run-Outs. Dies signalisiert dem TV-Umpire, dass er sich die letzte Aktion anschauen soll. Der TV-Umpire schaut sich vor einem Bildschirm die Situation in Zeitlupe und aus verschiedenen Kameraperspektiven an. Anschließend verkündet er seine Entscheidung dem Umpire per Headset. Die Entscheidung des TV-Umpires ist dabei bindend. Weiterhin tragen die Umpires Basecaps mit Kameras. Spektakuläre Aktionen können dann in der Wiederholung aus der Sicht des Umpires gesehen werden.

## Spielmodus
In den ersten Jahren, als die Liga aus acht Mannschaften bestand, traten alle Franchisen jeweils einmal Auswärts und zu Hause gegeneinander an. Die zum Abschluss vier besten Mannschaften spielten dann im Halbfinale und Finale den Sieger aus. Mit der Erweiterung auf zehn Teams wurde auch der Spielmodus modifiziert. So tritt jede Mannschaft nur noch gegen fünf Gegner Hin- und Rückspiel aus, während gegen die anderen drei Mannschaften jeweils nur ein Spiel ausgetragen wird. Auch wurde das Playoffsystem verändert, das nun in einer Abfolge von vier Spielen den Sieger aus den besten vier Vorrundenteams ermittelt.

## Finanzielles

### Fernsehrechte
Die Finanzierung des Wettbewerbs erfolgt vornehmlich über Fernsehrechte. Am 15. Januar 2008 konnte sich ein Konsortium bestehend aus Sony Entertainment Television und der World Sport Group die weltweiten Senderechte an der IPL sichern. Der Vertrag hat dabei eine Laufzeit von zehn Jahren und sichert der IPL insgesamt 1,026 Milliarden US-Dollar zu. 72 % dieser Einnahmen gehen direkt an die Franchisen, 20 % verbleiben bei der IPL und 8 % werden als Preisgeld ausgesetzt. Im Jahr 2017 erreichte der neue Fünf-Jahres-Vertrag mit Star eine Summe von etwa 2 Milliarden Euro. Bei einem neu ausgehandelten TV-Vertrag im Jahr 2022 wurden für einen Fünf-Jahres-Vertrag mehr als 5,5 Milliarden Euro erzielt, was die Liga nach der NFL zur lukrativsten Sportliga pro ausgetragenem Spiel machte.

### Einnahmen
Die indische Regierung nahm bereits im ersten Jahr ca. 17 Millionen US-Dollar an Steuern durch die IPL ein.
Die Franchisen hatten in ihrer ersten Saison allesamt einen Verlust eingeplant, da man hohe Anfangsinvestitionen zu tätigen hatte. Durch den überraschend großen Erfolg ist es aber bereits jetzt schon zwei Teams gelungen, in die Gewinnzone zu kommen. Genauere Angaben lassen sich der Tabelle entnehmen:
| Franchise                   | Einnahmen                                                                                     | Ausgaben                                                                                            | Gewinn/Verlust |
| Mumbai Indians              | a. Fernsehrechte - 35 b. Sponsoren - 20 c. Zuschauereinnahmen - 14 Einnahmen (a+b+c) - 69     | a. Franchise-Gebühren- 45 b. Gehälter - 20 c. Werbung und Sonstiges - 20 Ausgaben (a+b+c) - 85      | Verlust - -16  |
| Royal Challengers Bangalore | a. Fernsehrechte - 35 b. Sponsoren - 0 c. Zuschauereinnahmen - 10 Einnahmen (a+b+c) - 45      | a. Franchise-Gebühren - 48 b. Gehälter - 22 c. Werbung und Sonstiges - 18 Ausgaben (a+b+c) - 88     | Verlust - -43  |
| Deccan Chargers             | a. Fernsehrechte - 35 b. Sponsoren - 17 ; c. Zuschauereinnahmen - 12 Einnahmen (a+b+c) - 64   | a. Franchise-Gebühren - 45 b. Gehälter - 24 c. Werbung und Sonstiges - 13 Ausgaben (a+b+c) - 82     | Verlust - -18  |
| Chennai Super Kings         | a. Fernsehrechte - 35 b. Sponsoren - 25 c. Zuschauereinnahmen - 12.8 Einnahmen (a+b+c) - 72.8 | a. Franchise-Gebühren - 36 b. Gehälter - 24 c. Werbung und Sonstiges - 13 Ausgaben (a+b+c) - 73     | Verlust - -0.2 |
| Delhi Daredevils            | a. Fernsehrechte - 35 b. Sponsoren - 20 c. Zuschauereinnahmen - 15.4 Einnahmen (a+b+c) - 70.4 | a. Franchise-Gebühren - 34 b. Gehälter - 23 c. Werbung und Sonstiges - 20 Ausgaben (a+b+c) - 77     | Verlust - -6.6 |
| Kings XI Punjab             | a. Fernsehrechte - 35 b. Sponsoren - 22 c. Zuschauereinnahmen - 9 Einnahmen (a+b+c) - 66      | a. Franchise-Gebühren - 30.4 b. Gehälter - 25 c. Werbung und Sonstiges - 13 Ausgaben (a+b+c) - 68.4 | Verlust - -2.4 |
| Kolkata Knight Riders       | a. Fernsehrechte - 35 b. Sponsoren - 34 c. Zuschauereinnahmen - 20 Einnahmen (a+b+c) - 89     | a. Franchise-Gebühren - 31 b. Gehälter - 25 c. Werbung und Sonstiges - 20 Ausgaben (a+b+c) - 76     | Gewinn - +13   |
| Rajasthan Royals            | a. Fernsehrechte - 35 b. Sponsoren - 16 c. Zuschauereinnahmen - 8 Einnahmen (a+b+c) - 59      | a. Franchise-Gebühren - 27 b. Gehälter - 13 c. Werbung und Sonstiges - 13 Ausgaben (a+b+c) - 53     | Gewinn - +6    |

- Alle Angaben sind in indischen Rupien-Crores (1 Crore = 10.000.000 Rupien = ca. 195.600 US-Dollar in 2008).

## Namensrechte
Die Namensrechte wurden erstmals für den Zeitraum 2008–2012 an DLF Limited für 40 Crore verkauft. Nachfolger war PepsiCo, die für den Zeitraum 2013–2015 79.2 CR ausgaben. Übernommen wurde das Namenssponsoring von VIVO, die für 2016 bis 2017 zunächst 100 CR investierten und anschließend den Vertrag für 439.8 CR (ca. 341 Millionen US-Dollar) für den Zeitraum 2018–2022 verlängerten.

## Öffentliche Wahrnehmung

### Weltweites Interesse
Die Indian Premier League wurde direkt in ihrer ersten Saison zu einer der populärsten Sportveranstaltungen Indiens. Doch auch in Pakistan, Sri Lanka und Bangladesch konnte die IPL überraschend viele Fans gewinnen. Auch in der Karibik fand die IPL großen Anklang.
In Südafrika hingegen stand die IPL in direkter Konkurrenz zum Englischen Premier-League-Fußball und lokalen Rugby-Wettbewerben, sodass das Interesse eher gering ausfiel. Auch in England war das Interesse an der IPL anfangs noch nicht sehr ausgewachsen, dies änderte sich aber zur Saison 2009, da seither auch englische Spieler teilnehmen dürfen, was zuvor vom Englischen Verband untersagt war.
Kaum nennenswerte Beachtung fand die IPL hingegen in Australien und Neuseeland, was vor allem an der Zeitverschiebung liegt, durch die die Spiele dort mitten in der Nacht übertragen werden.

### Pressereglementierung
Der Veranstalter versuchte, die Berichterstattung und Verwendung von Bildern detailliert zu reglementieren. Cricinfo und Cricket365 wurden vollends von der Berichterstattung ausgeschlossen und dürfen z. B. auch nicht mit Bildmaterial beliefert werden. Am 18. April 2008 erklärten daher größere internationale Nachrichtenagenturen wie AFP und Reuters, nicht über die Indian Premier League 2008 zu berichten. Gleiches wiederholte sich 2009 und 2010, wobei jeweils nach Zugeständnissen seitens der IPL der Boykott wieder aufgehoben wurde.

## Sieger
| Jahr | Finalort     | Sieger                 | Finalgegner             | Ergebnis                            |
| ---- | ------------ | ---------------------- | ----------------------- | ----------------------------------- |
| 2008 | Navi Mumbai  | Rajasthan Royals       | Chennai Super Kings     | Rajasthan gewinnt mit 3 Wickets     |
| 2009 | Johannesburg | Deccan Chargers        | Royal Chall. Bangalore  | Deccan gewinnt mit 6 Runs           |
| 2010 | Navi Mumbai  | Chennai Super Kings    | Mumbai Indians          | Chennai gewinnt mit 22 Runs         |
| 2011 | Chennai      | Chennai Super Kings    | Royal Chall. Bangalore  | Chennai gewinnt mit 58 Runs         |
| 2012 | Chennai      | Kolkata Knight Riders  | Chennai Super Kings     | Kolkata gewinnt mit 5 Wickets       |
| 2013 | Kalkutta     | Mumbai Indians         | Chennai Super Kings     | Mumbai gewinnt mit 23 Runs          |
| 2014 | Bangalore    | Kolkata Knight Riders  | Kings XI Punjab         | Kolkata gewinnt mit 3 Wickets       |
| 2015 | Kalkutta     | Mumbai Indians         | Chennai Super Kings     | Mumbai gewinnt mit 41 Runs          |
| 2016 | Bangalore    | Sunrisers Hyderabad    | Royal Chall. Bangalore  | Hyderabad gewinnt mit 8 Runs        |
| 2017 | Hyderabad    | Mumbai Indians         | Rising Pune Supergiants | Mumbai gewinnt mit 1 Run            |
| 2018 | Mumbai       | Chennai Super Kings    | Sunrisers Hyderabad     | Chennai gewinnt mit 8 Wickets       |
| 2019 | Hyderabad    | Mumbai Indians         | Chennai Super Kings     | Mumbai gewinnt mit 1 Run            |
| 2020 | Dubai        | Mumbai Indians         | Delhi Capitals          | Mumbai gewinnt mit 5 Wickets        |
| 2021 | Dubai        | Chennai Super Kings    | Kolkata Knight Riders   | Chennai gewinnt mit 27 Runs         |
| 2022 | Ahmedabad    | Gujarat Titans         | Rajasthan Royals        | Gujarat gewinnt mit 7 Wickets       |
| 2023 | Ahmedabad    | Chennai Super Kings    | Gujarat Titans          | Chennai gewinnt mit 5 Wickets (DLS) |
| 2024 | Chennai      | Kolkata Knight Riders  | Sunrisers Hyderabad     | Kolkata gewinnt mit 8 Wickets       |
| 2025 | Ahmedabad    | Royal Chall. Bengaluru |                         | Bengaluru gewinnt mit 6 Runs        |

## Abschneiden der Mannschaften
| nicht teilgenommen |
| Vorrunde (VR)      |
| Viertelfinale (VF) |
| Halbfinale (HF)    |
| Zweiter Platz (2)  |
| Turniersieger (1)  |

| Team                    | 2008 | 2009 | 2010 | 2011 | 2012 | 2013 | 2014 | 2015 | 2016 | 2017 | 2018 | 2019 | 2020 | 2021 | 2022 | 2023 | 2024 | 2025 |
| ----------------------- | ---- | ---- | ---- | ---- | ---- | ---- | ---- | ---- | ---- | ---- | ---- | ---- | ---- | ---- | ---- | ---- | ---- | ---- |
| Chennai Super Kings     | 2    | HF   | 1    | 1    | 2    | 2    | 3    | 2    |      |      | 1    | 2    | 7    | 1    | 9    | 1    | 5    | 10   |
| Deccan Chargers         | 8    | 1    | 4    | 7    | 8    |      |      |      |      |      |      |      |      |      |      |      |      |      |
| Delhi Capitals          | HF   | HF   | 5    | 10   | 3    | 9    | 8    | 7    | 6    | 6    | 8    | 3    | 2    | 3    | 5    | 9    | 6    | 5    |
| Gujarat Lions           |      |      |      |      |      |      |      |      | 3    | 7    |      |      |      |      |      |      |      |      |
| Gujarat Titans          |      |      |      |      |      |      |      |      |      |      |      |      |      |      | 1    | 2    | 8    | 4    |
| Kolkata Knight Riders   | 6    | 8    | 6    | 4    | 1    | 7    | 1    | 5    | 4    | 3    | 3    | 5    | 5    | 2    | 7    | 7    | 1    | 8    |
| Kochi Tuskers Kerala    |      |      |      | 8    |      |      |      |      |      |      |      |      |      |      |      |      |      |      |
| Punjab Kings            | HF   | 5    | 8    | 5    | 6    | 6    | 2    | 8    | 8    | 5    | 7    | 6    | 6    | 6    | 6    | 8    | 9    | 2    |
| Lucknow Super Giants    |      |      |      |      |      |      |      |      |      |      |      |      |      |      | 4    | 4    | 7    | 7    |
| Mumbai Indians          | 5    | 7    | 2    | 3    | 4    | 1    | 4    | 1    | 5    | 1    | 5    | 1    | 1    | 5    | 10   | 3    | 10   | 3    |
| Pune Warriors           |      |      |      | 9    | 9    | 8    |      |      |      |      |      |      |      |      |      |      |      |      |
| Royal Chall. Bangalore  | 7    | 2    | 3    | 2    | 5    | 5    | 7    | 3    | 2    | 8    | 6    | 8    | 4    | 4    | 3    | 6    | 4    | 1    |
| Rising Pune Supergiants |      |      |      |      |      |      |      |      | 7    | 2    |      |      |      |      |      |      |      |      |
| Rajasthan Royals        | 1    | 6    | 7    | 6    | 7    | 3    | 5    | 4    |      |      | 4    | 7    | 8    | 7    | 2    | 5    | 3    | 9    |
| Sunrisers Hyderabad     |      |      |      |      |      | 4    | 6    | 7    | 1    | 4    | 2    | 4    | 3    | 8    | 8    | 10   | 2    | 6    |
| Teilnehmer              | 8    | 8    | 8    | 10   | 9    | 9    | 8    | 8    | 8    | 8    | 8    | 8    | 8    | 8    | 10   | 10   | 10   | 10   |